# Johannes (Exarch)
Johannes († 615) war oströmischer Patricius und Exarch von Ravenna von 608 (?) bis zu seinem Tode.
Sein Amt verdankte er der „Säuberung“ des byzantinischen Verwaltungsapparates von den Phokas-Anhängern nach der Thronbesteigung des Herakleios. Johannes’ Vorgänger Smaragdus kam bei dieser Amtsübernahme vermutlich ums Leben. Über die Amtszeit des Johannes ist nicht viel bekannt. Offensichtlich vermied er kriegerische Auseinandersetzungen mit den Langobarden. 615 wurde er zusammen mit einer Vielzahl von Beamten ermordet. Der Liber Pontificalis erwähnt, dass eine der ersten Amtshandlungen seines Nachfolgers Eleutherius die Liquidierung der mutmaßlichen Mörder war.